# Utilitarisme

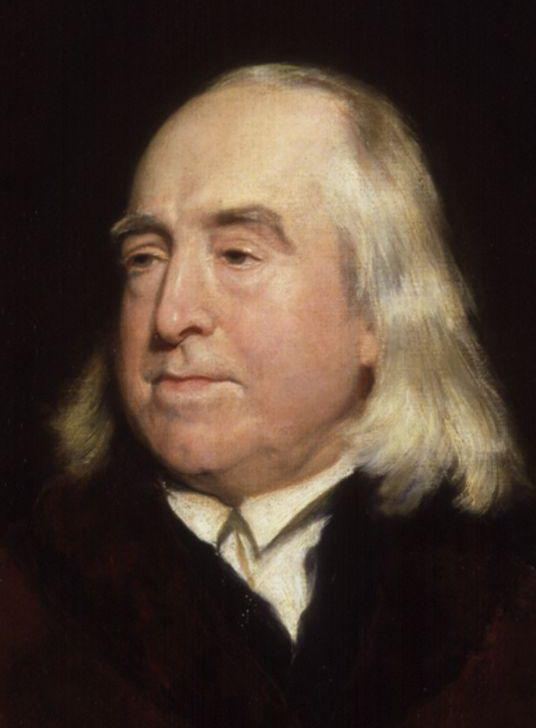
Imatge de Jeremy Bentham, creador d'aquest corrent

L'utilitarisme és un marc teòric per a la moralitat, basat en la maximització de la utilitat per a la societat o la humanitat. La moralitat de qualsevol acció o llei ve donada per la seva utilitat per a la societat. De vegades, es resumeix l'utilitarisme a partir del principi d'utilitat com a «el màxim benestar per al màxim nombre de persones».

## Una teoria sobre el benestar i el que és correcte
L'utilitarisme és tant una teoria sobre el benestar com sobre el que és correcte. Com a teoria sobre el benestar, l'utilitarisme defensa que és bo allò que ens suposi una major utilitat, és a dir, plaer, preferència-satisfacció, o una llista objectiva de valors. Com a teoria sobre el que és correcte, l'utilitarisme té en compte les conseqüències de l'acte, i afirma que l'acte correcte serà aquell que ens suposi una major utilitat.

## Utilitarisme negativista
Moltes teories utilitaristes defensen el màxim benestar per al màxim nombre de persones possible. L'utilitarisme negativista creu necessari promoure la menor quantitat de dolor o dany per al major nombre de persones possible. Els defensors d'aquesta interpretació de l'utilitarisme argumenten que es tracta d'una fórmula ètica més eficaç, ja que hi ha més possibilitats de crear danys que de crear benestar, i els danys majors tenen majors conseqüències que els béns més grans.

## Història de l'utilitarisme
Les bases filosòfiques de l'utilitarisme es remunten a les obres de Richard Cumberland i David Hume, o fins i tot a l'antiga Grècia amb Parmènides d'Elea, però formalment el seu pare va ser Jeremy Bentham, qui al seu llibre Introducció als principis de la moral i la legislació va afirmar que el plaer i el dolor eren els únics absoluts del món: "la naturalesa ha sotmès a l'home al govern de dos sobirans: el plaer i el dolor". Des d'aquesta presumpció va escriure la regla de la utilitat: el benestar és allò que dona la major felicitat al màxim nombre de persones. Temps després, en adonar-se que la formulació reconeixia dues màximes diferents, i potencialment conflictives, va passar a xerrar simplement del "principi de la màxima felicitat".
Tant la filosofia d'Epicuri com la de Bentham poden considerar-se com dos tipus de conseqüencialisme hedonista, ja que jutgen la correcció de les accions segons la felicitat que aportin, identificant la felicitat amb plaer. La formulació de Bentham no és un hedonisme egoista, ja que mentre Epicuri recomanava fer el que te feia més feliç, Bentham manté que s'ha de fer el que fa feliç a la majoria. El càlcul utilitari de Bentham no perseguia tant la fonamentació d'unes finalitats morals sinó l'establiment d'una base racional de teoria del dret en general, és a dir, com un mètode per combatre la tradició moralitzant recolzada en prejudicis sense cap fonament ni possibilitat de discussió.
John Stuart Mill, fill del secretari personal de Jeremy Bentham, James Mill, n'és el responsable del concepte d'utilitat, amb el seu famós i breu llibre Utilitarisme. Encara que Mill era un utilitarista, sostenia que no totes les formes de plaer tenien el mateix valor, ja que afirmava que "és millor ser un Sòcrates insatisfet que un idiota satisfet". No estava d'acord amb el càlcul hedonista de Bentham, ja que considerava que la qualitat és millor que la quantitat.
L'utilitarisme influí molt al camp de l'economia, especialment a la teoria de la utilitat, on el concepte també s'utilitza, encara que amb un efecte diferent. Aquest és aplicat de forma mecànica a les teories marginalistes per explicar el comportament econòmic de les persones, així com les mesures més correctes (en general, partidàries del laissez faire).
Al camp de la biologia, es considera el plaer com una guia natural cap a la salut fisiològica i un canvi evolutiu beneficiós. Herbert Spencer, amb el seu Data of Ethics, va formular definitivament els principis de llibertat sobre una base biològico-econòmica, aportant-hi la seva teoria quantitativa de la llibertat: la màxima llibertat per a l'individu és compatible amb igual llibertat per als altres.

## Utilitarisme de l'acte envers utilitarisme de les normes
S'han proposat altres formes d'utilitarisme. La tradicional és la de l'utilitarisme de l'acte, que afirma que el millor acte és aquell que aporta la màxima utilitat. Una altra forma de veure-ho és la de l'utilitarisme de les normes, que considera millor l'acte que segueix una norma que aporta la màxima utilitat.
Per a entendre millor els conceptes, es podria considerar el següent escenari: un cirurgià té sis pacients: un necessita un fetge, un altre un pàncrees, el tercer una vesícula biliar i dos en necessiten un ronyó. Finalment, un sisè s'acaba d'operar d'apendicitis. Ha de matar el metge al sisè pacient i trasplantar els seus òrgans als altres? O per contra ha de deixar que es morin els altres cinc? Una concepció clàssica de l'utilitarisme de l'acte ens forçaria a decantar-nos per la primera opció.
Un utilitarista de les normes es fixaria en la norma abans d'en l'acte en si (matar el sisè pacient). En aquest cas la norma seria: "si un cirurgià pot matar a una persona relativament sana per trasplantar els seus òrgans a més d'una persona que els necessiti vitalment, així ho ha de fer". Òbviament, institucionalitzar aquesta norma dins la societat tindria més conseqüències negatives que positives: les persones relativament sanes deixarien d'anar a l'hospital, es realitzarien operacions arriscades, etc. Així doncs, un utilitarista de les normes diria que hem d'implementar una normativa oposada a aquesta, que garanteixi que no es poden fer malbé els òrgans de persones sanes per donar-los a d'altres. Per tant, si el cirurgià matés al sisè pacient, estaria fent l'incorrecte.
Molts utilitaristes argumentarien que l'utilitarisme no només entén d'actes, sinó també de desitjos i disposicions, de premis i de càstigs, de regles i institucions. Una vegada reconegut això, l'utilitarisme es converteix en una teoria moral més complexa i rica, que s'alinea més amb les nostres institucions morals.

## Utilitarisme preferencial, utilitarisme paretià
Un tipus especial d'utilitarisme, vinculat amb el món econòmic, defineix l'utilitarisme en termes de satisfacció de les preferències. Els utilitaristes de la preferència afirmen que el correcte és fer allò que produeixi les millors conseqüències, però definint les millors conseqüències en termes de satisfacció de les preferències, que podrien incloure, per al cas del cirurgià, conceptes tals com la reputació davant del pur hedonisme.
També aplicat a l'exemple anterior, apareix el concepte paretià de la satisfacció, segons el qual aquesta no es pot ni quantificar, ni comparar entre diferents individus. Per tant, cap element racional ens permetria decidir, dins una visió d'utilitarisme de l'acte, si és millor matar el sisè pacient i salvar els altres, o al contrari. Proposa com a judici d'acció la recerca de l'eficiència de Pareto.

## Teoria conseqüencialista de l'utilitarisme
Una de les teories de més gran influència en les anàlisis ètiques és l’utilitarisme, com a teoria conseqüencialista que considera com acció correcta o incorrecta en funció de l’equilibri entre les bones i males conseqüències. Segons els utilitaristes, la correcció moral de les accions es determina pels resultats i no pas per les seves característiques intrínseques. Segons Mill el bé és la felicitat i el correcte allò que promou el bé i, per contra, la incorrecció d’una acció ve determinada per la falta de felicitat o utilitat. Ara bé, les accions poden provocar felicitat en alguns i desgràcia en d'altres, en aquest cas, segons els utilitaristes, s’hauria de triar la que promou la major quantitat neta de benestar pel nombre més gran de persones.
D’altra banda, l’utilitarisme té un enfocament progressista quan exigeix que es demostri a qui perjudica tot allò que es considera moralment incorrecte.

## Crítics de l'utilitarisme
Els crítics de l'utilitarisme sovint argumenten que aquesta visió s'enfronta a molts de problemes, un dels quals és comparar la utilitat entre diferents persones. Molts dels primers utilitaristes pensaven que la felicitat es podia mesurar quantitativament, i ser comparada a través de càlculs, encara que ningú ho hagi arribat a aconseguir.
S'ha argumentat que la felicitat de les persones no es pot mesurar, i que per tant aquest càlcul és impossible, no tan sols a la pràctica, sinó també en principi. Tot i així, els que sostenen aquesta crítica normalment acaben acceptant la concepció paretiana.
- A aquesta crítica els utilitaristes responen apel·lant a l'empatia i a alguns principis biològics, així com a exemples extrems: segons aquestes teories, la mort de milers de persones no seria pitjor que la d'una d'única.

L'utilitarisme també ha estat criticat per arribar a unes conclusions contràries "a la moral" i al "sentit comú". Per exemple, si estiguéssim forçats a escollir entre salvar el nostre propi fill, o a dos que no en coneixem, la majoria de la gent escolliria salvar el seu propi fill. En canvi, un utilitarisme no-paretià defensaria haver de salvar els altres dos, ja que tenen major potencial de felicitat que un d'únic (argument similar al dilema de la vagoneta).
- Els utilitaristes responen que l'argument del "sentit comú" ha estat utilitzat per a justificar moltes posicions en temes controvertits, i que la noció de "sentit comú" varia entre cada individu, fent que no pugui ser utilitzat com a base d'una moral col·lectiva. Tanmateix, cal destacar que l'utilitarisme normatiu respon perfectament a l'exemple esmentat.

John Rawls refusa l'utilitarisme, tant el normatiu com el dels actes, ja que aquest fa que els drets depenguin de les bones conseqüències del seu reconeixement, i "això és incompatible amb el liberalisme". Es tracta d'una postura essencialment iusnaturalista, que considera que els drets tenen origen natural. A la crítica iusnaturalista s'argumenta que, per exemple, si l'esclavitud o la tortura fossin beneficioses per tota la població, podrien ser justificades teòricament per l'utilitarisme. Rawls defensa que l'ètica política ha de partir de la posició original.
- La resposta utilitarista, a part de la concepció paretiana, sosté que Rawls no té en compte els efectes indirectes de l'acceptació de polítiques inhumanes, com podrien ser un sentiment d'inseguretat, i que per tant resulta impossible que aquestes polítiques resultin beneficioses per a la col·lectivitat. També critiquen fortament la concepció iusnaturalista, la qual consideren un mite i una mena de religió moderna.

Cal destacar que la majoria de les crítiques cap a l'utilitarisme estan dirigides a l'utilitarisme dels actes de concepció benthamiana, i que és possible per als utilitaristes de les normes, o els benthamians, arribar a conclusions que siguin compatibles amb les dels seus crítics. De fet, John Stuart Mill va considerar a Immanuel Kant com a utilitarista de les normes. Segons Mill, els imperatius categòrics de Kant només tenen sentit en casos de violència, si tenim en compte les conseqüències de l'acció. Kant afirma que viure egoísticament no pot ser universalitzat, ja que tots necessitem l'afecte en un moment o un altre. Segons Mill aquest argument es basa en les conseqüències. Es pot observar que algunes formes d'utilitarisme són potencialment compatibles amb el Kantisme i altres filosofies morals.
Richard Hare Mervyn és un altre exemple d'utilitarista que ha adaptat la seva filosofia al kantisme. No basa la seva teoria en el principi d'utilitat, però creu que podem fer consideracions utilitaristes, conseqüències, a l'hora de formular judicis universals. A aquesta filosofia l'anomena prescriptivisme.
El concepte clàssic d'utilitat com a agent neutral, és a dir no ha de variar de persona a persona ha estat qüestionat pel filòsof australià Peter Singer qui es planteja que són les preferències individuals les que ha de determinar la utilitat. El problema que cal afrontar amb aquesta proposta és el fet de com refusar preferències moralment inacceptables o no equitatives respecte d'altres persones. Singer defensa un utilitarisme de preferències amb bases fortament igualitàries, adoptant, tot i que amb certes reserves, el principi de la utilitat marginal decreixent, que expressa que per un individu, donada una determinada quantitat d'un bé és més útil quan l'individu té poc d'aquest bé que quan en té molt. Per exemple, si una persona ha de sobreviure amb 200 grams d'arròs al dia i n'hi ofereixen 50 grams diaris més, haurà millorat significativament més que a una altra que n'hi ofereixen aquesta quantitat i ja en té 1 kg, per la qual aquest increment no seria significant. Singer afirma que la pobresa absoluta és dolenta i, per tant, si es pot evitar una cosa dolenta, sense sacrificar alguna cosa de moral comparable s'ha d'evitar, en conseqüència, desafiava la visió tradicional de caritat, plantejant obligacions per les persones amb les necessitats cobertes envers les mancades de recursos.
Una crítica comuna és el qüestionament de la utilitat com procediment de decisió, ja que no es pot estar segur de les conseqüències d'una certa acció. Enfront aquesta reticència, l'utilitarista pot argumentar que si bé en algunes circumstàncies la falta de coneixement empíric pot impedir quina és l'acció correcta, es redueix a situacions molt inusuals i extremes i en general la majoria dels casos se sap el que proporciona benestar. També ho defensen enfocant a dos nivells, el de sentit comú de la majoria de les situacions i els de falta de certesa. Una altra crítica és la que objecta que l'utilitarisme no té en compte que freqüentment valorem certs actes perquè són justos i no pel sol fet de maximitzar la felicitat. Es podria aplicar el principi de felicitat pel nombre més gran de persones, però a canvi fins i tot de sacrificar certs membres de la societat, com admet J.C.Smart Per l'utilitarista es valoren les pràctiques morals tradicionals, però no implica que sempre sigui el correcte, ja que enfront d'un conflicte entre justícia i utilitat triaria la segona. De fet, l'utilitarisme va sorgir com una crítica radical a la societat i aristocràcia angleses, amb exigència de replantejament de la societat.